# Tinh vân phát xạ

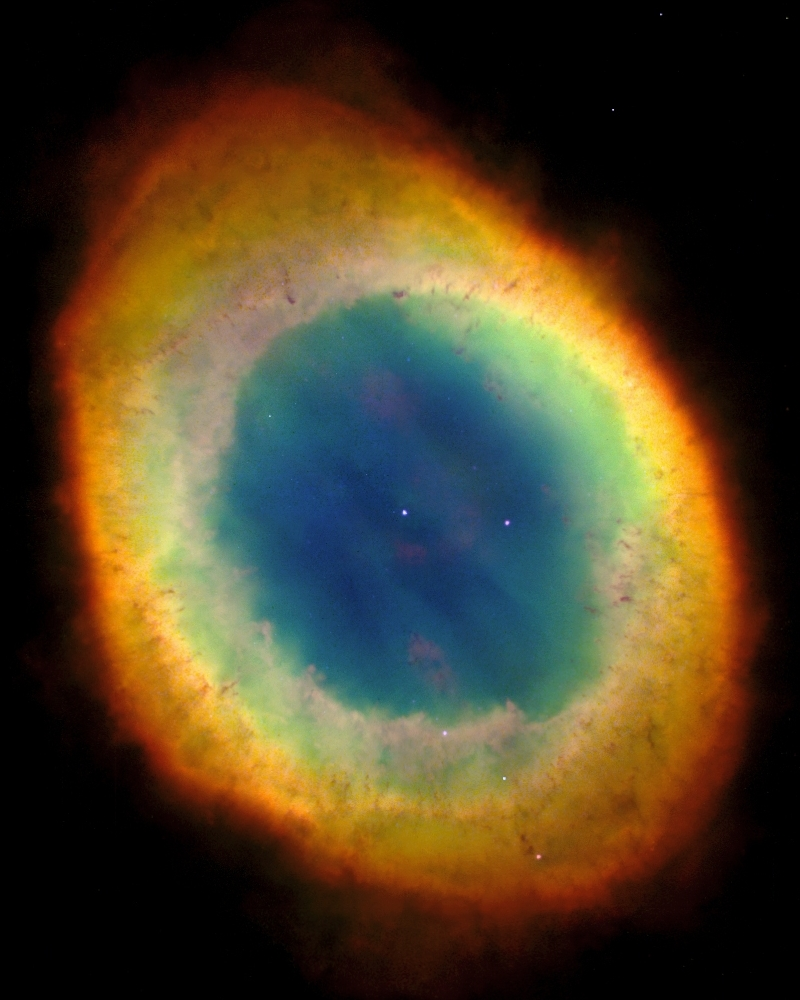
Tinh vân hành tinh, được thể hiện ở đây bởi Tinh vân Chiếc nhẫn, là ví dụ về tinh vân phát xạ.

Một tinh vân phát xạ là một tinh vân được hình thành từ các khí ion hóa phát ra ánh sáng có bước sóng khác nhau. Nguồn ion hóa phổ biến nhất là các photon năng lượng cao phát ra từ một ngôi sao nóng gần đó. Trong số một số loại tinh vân phát xạ khác nhau là các vùng H II, trong đó sự hình thành sao đang diễn ra và các ngôi sao trẻ, to lớn là nguồn gốc của các photon ion hóa; và tinh vân hành tinh, trong đó một ngôi sao sắp chết đã ném ra các lớp bên ngoài của nó, với lõi nóng lộ ra sau đó làm ion hóa chúng.

## Thông tin chung
Thông thường, một ngôi sao trẻ sẽ ion hóa một phần của cùng một đám mây mà nó được sinh ra mặc dù chỉ những ngôi sao lớn, nóng mới có thể giải phóng đủ năng lượng để ion hóa một phần đáng kể của đám mây. Trong nhiều tinh vân phát xạ, toàn bộ cụm sao trẻ đang phát xạ ion.
Màu sắc của tinh vân phụ thuộc vào thành phần hóa học và mức độ ion hóa của nó. Do sự phổ biến của hydro trong khí liên sao và năng lượng ion hóa tương đối thấp, nhiều tinh vân phát xạ xuất hiện màu đỏ do sự phát thải mạnh của chuỗi Balmer. Nếu có nhiều năng lượng hơn, các yếu tố khác sẽ bị ion hóa và tinh vân xanh và xanh trở nên khả thi. Bằng cách kiểm tra quang phổ của tinh vân, các nhà thiên văn suy ra hàm lượng hóa học của chúng. Hầu hết các tinh vân phát xạ là khoảng 90% hydro, với các nguyên tố heli, oxy, nitơ và các nguyên tố khác còn lại.
Một số trong những tinh vân phát xạ nổi bật nhất có thể nhìn thấy từ Bắc bán cầu là Tinh vân Bắc Mỹ  (NGC 7000) và Tinh vân Veil NGC 6960/6992 trong Cygnus, trong khi ở bán cầu nam, các Lagoon Tinh vân M8 / NGC 6523 trong Sagittarius và Orion Tinh vân M42. Xa hơn nữa ở bán cầu nam là Tinh vân Carina NGC 3372 sáng rõ.
Tinh vân phát xạ thường có những vùng tối trong đó xuất phát từ những đám mây bụi cản ánh sáng.
Nhiều tinh vân được tạo thành từ cả hai thành phần phản xạ và phát xạ như Tinh vân Trifid.

## Thư viện hình ảnh

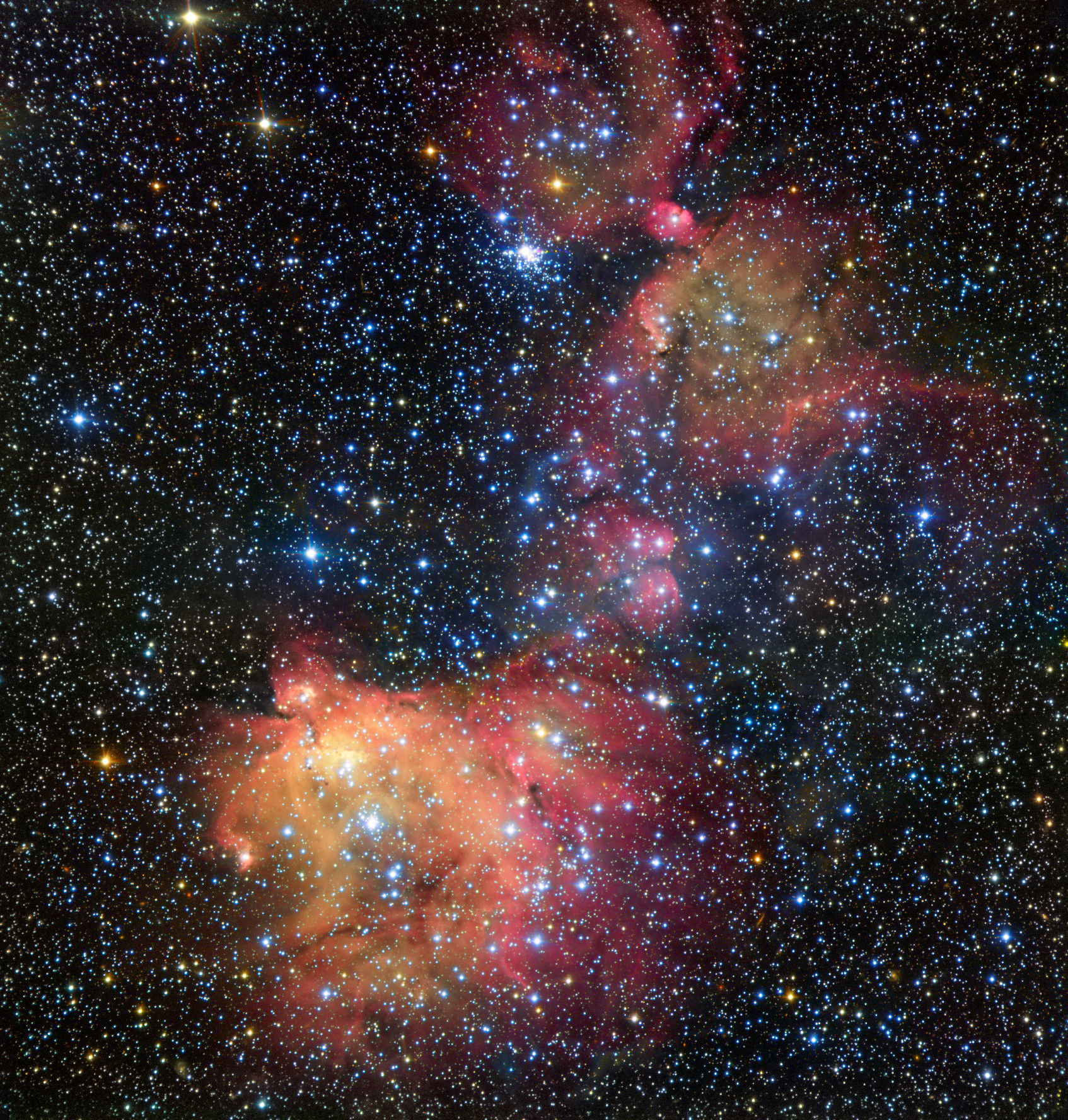
Tinh vân phát xạ LHA 120-N 55 trong Đám mây Magellan lớn.
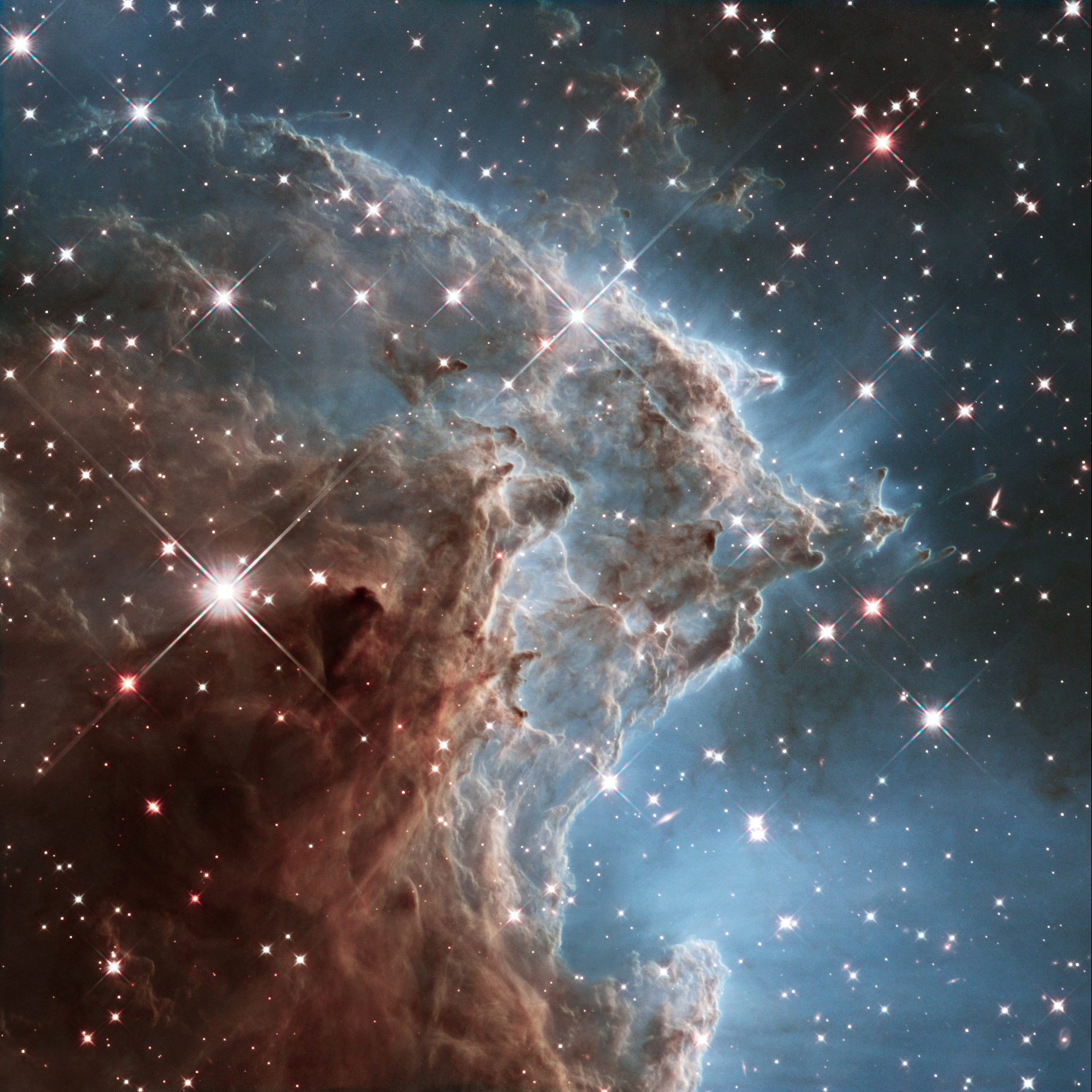
Hình ảnh trung tâm của tinh vân phát xạ NGC 2174.